# Labienus horrelli
Labienus horrelli is een keversoort uit de familie Passalidae. De wetenschappelijke naam van de soort is voor het eerst geldig gepubliceerd in 1932 door Hincks.